# Flabelline mauve
Flabellina affinis
Espèce
La flabelline mauve (Flabellina affinis) est une espèce de nudibranches de la famille des flabillinidés, que l'on trouve notamment sur les côtes françaises.
Au milieu d'une multitude de papilles digestives, Flabellina affinis, longue de 3 cm, dresse deux tentacules annelés qui lui servent d'organes sensoriels. Ainsi, ils reçoivent toutes les informations transportées par la mer, surtout la proximité de la nourriture.

## Description
C'est un petit nudibranche éolidien mesurant entre 3 et 5 cm, avec une silhouette effilée vers une courte queue pointue. Le corps, les rhinophores (appendices sensoriels) annelés et les tentacules buccaux sont le plus souvent colorés d'un violet profond, pouvant tirer sur le bleu ou le rose. Les cérates dorsaux peuvent être d'une couleur proche de celle du corps mais tirent souvent plus sur le rose voire le pourpre, avec la pointe plus sombre, et parfois l’extrémité blanche. Ils sont réunis en grappes de 3 à 9, et laissent souvent voir par transparence les prolongements de l'appareil hépato-digestif qui s'y terminent, de couleur rouge-orangée, ainsi qu'en période de ponte les boules formées par les glandes génitales.
La tête, parfois plus sombre que le corps, porte deux tentacules buccaux longs et lisses, symétriques des rhinophores.

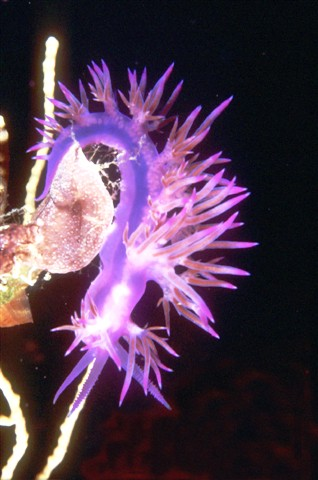
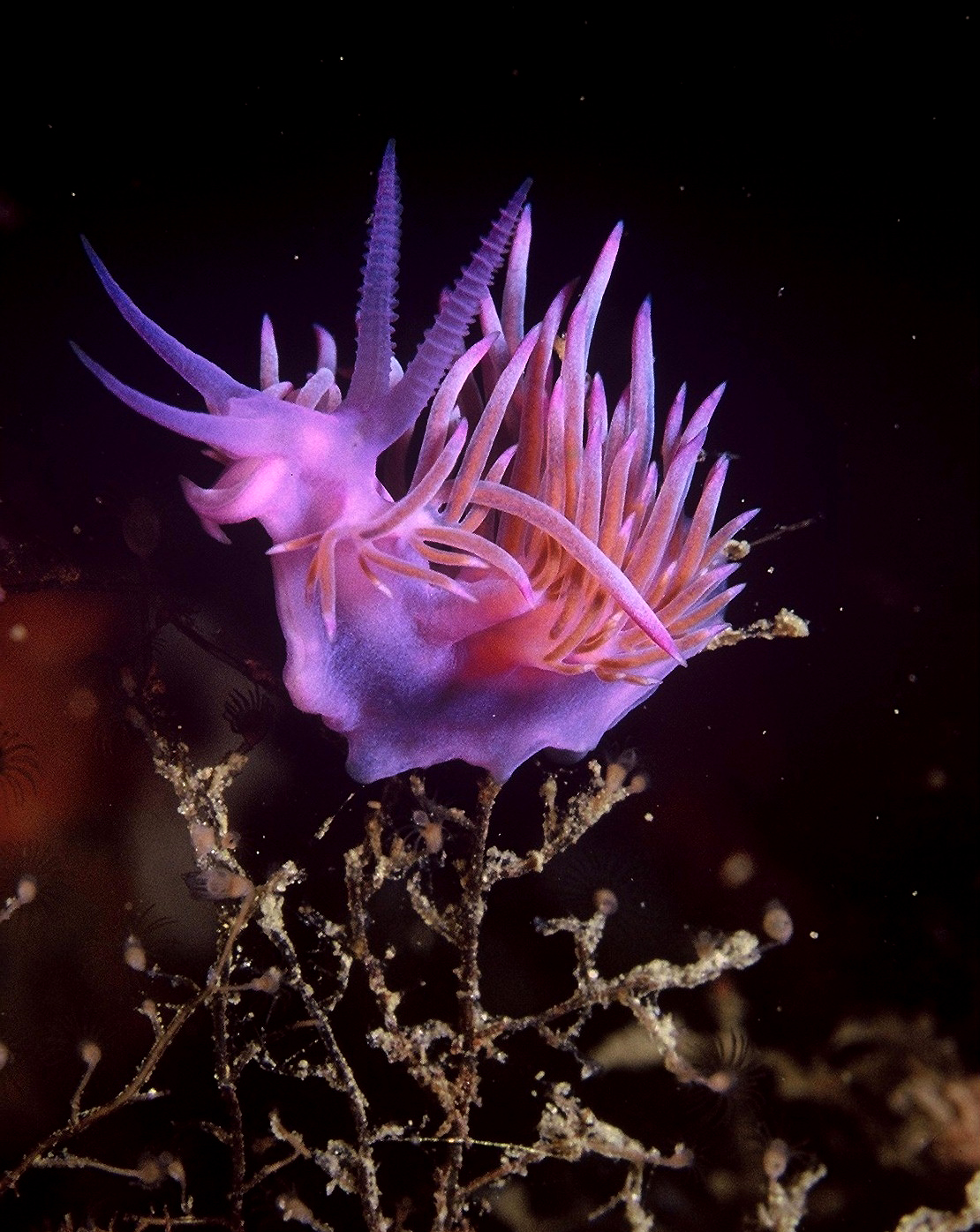
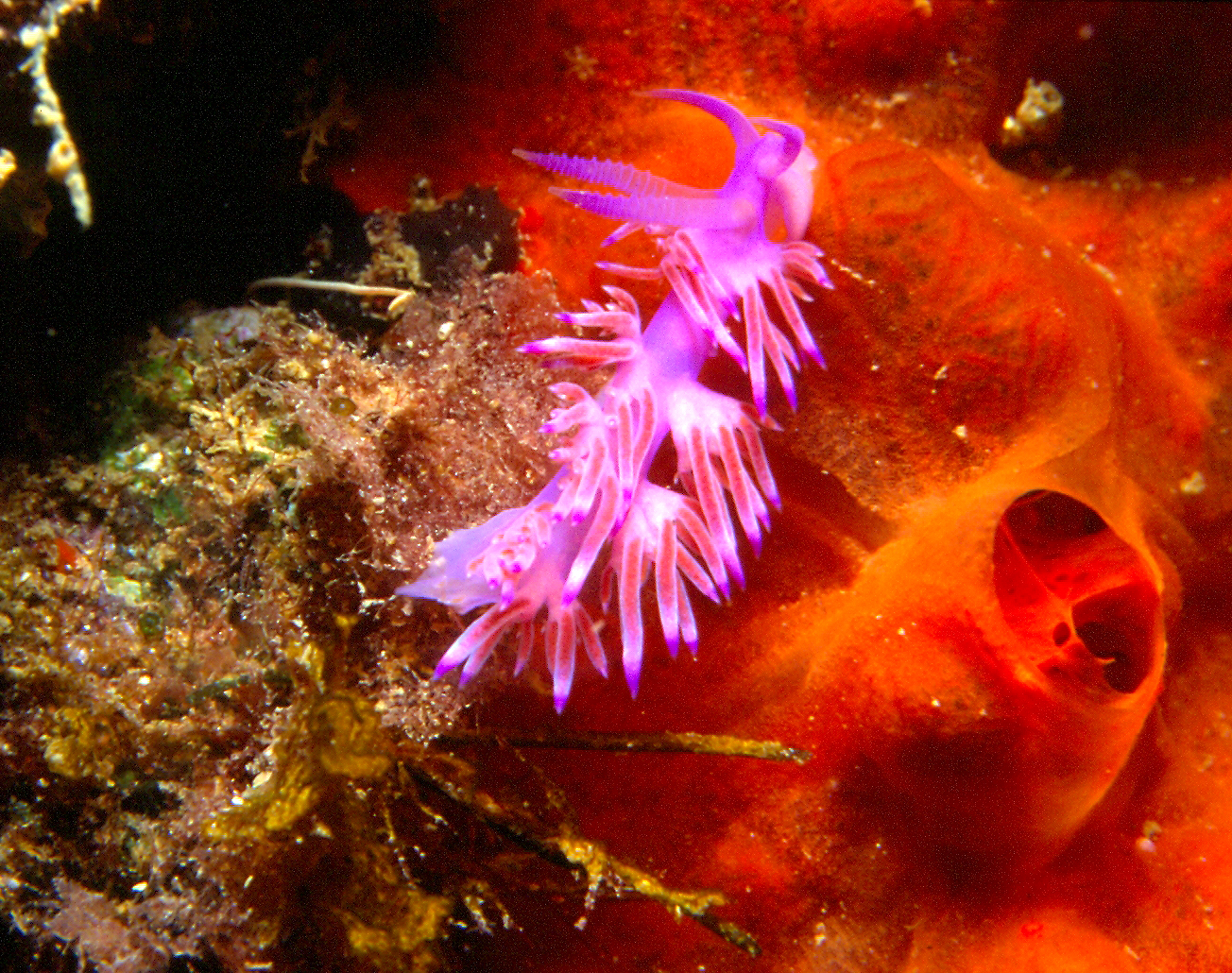
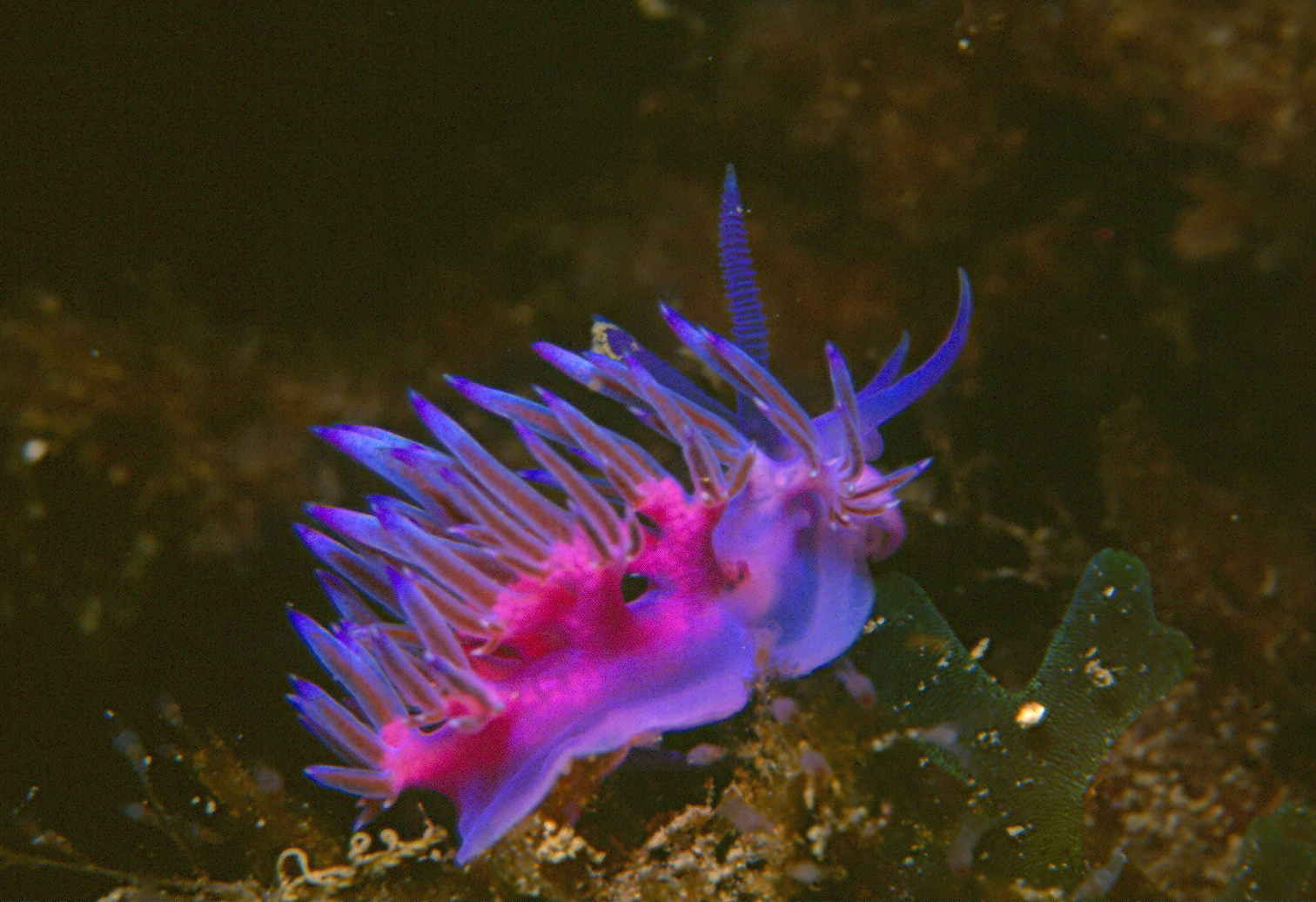

## Répartition et habitat
L'aire de répartition de cette espèce comprend la Méditerranée et l'Atlantique Est, jusqu'à la Manche.
On trouve la flabelline mauve sur les fonds et parois rocheuses, principalement sur les colonies d'hydraires (notamment les Eudendrium). Respectant la répartition de sa nourriture, elle se rencontre entre 5 et 50 m de fond. Il s'agit d'un des nudibranches les plus communs en Méditerranée occidentale, avec Cratena peregrina.

## Écologie et comportement
Cette espèce se nourrit presque exclusivement d'hydraires, surtout ceux du genre  Eudendrium.
Ces nudibranches ont comme beaucoup d'autres la capacité de préserver les cellules urticantes des hydraires qu'elles consomment et de les concentrer au bout de leurs cérates : ils craignent ainsi peu de prédateurs à l'âge adulte.
La ponte (« oothèque ») est souvent visible sur les hydraires, et a la forme d'un tortillon mauve très coloré. À la naissance, les larves sont planctoniques : elles se laissent dériver jusqu'à détecter des hydraires sur lesquels elles pourront se fixer et entamer leur métamorphose ; si elles n'en trouvent pas, elles peuvent rester à l'état larvaire plus d'un an.

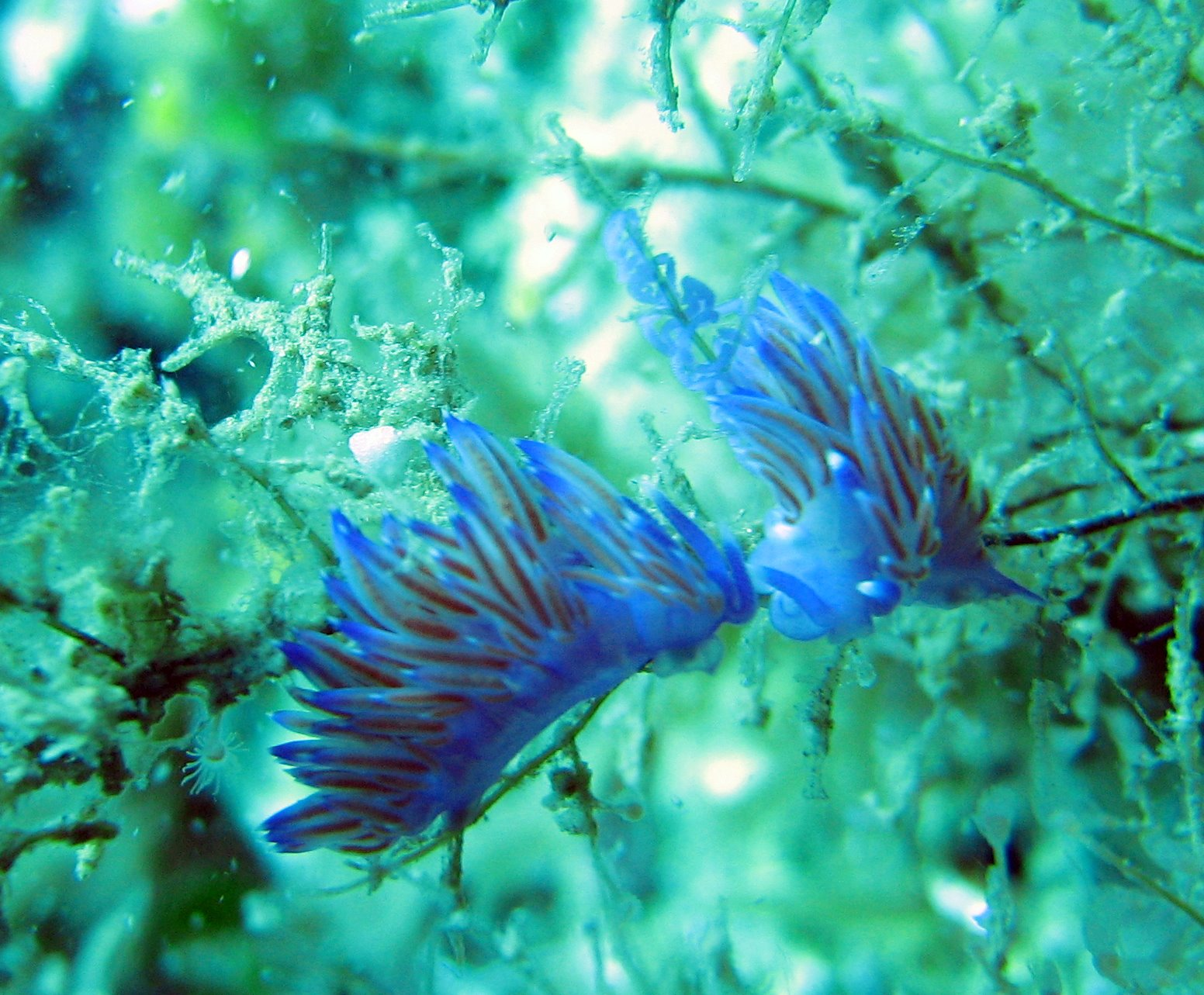
Couple de flabellines mauves
(Flabellina affinis) avec leur ponte.